# Iceland International 1991
Die Iceland International 1991 im Badminton fanden vom 9. bis zum 10. März 1991 statt.

## Sieger und Platzierte
| Disziplin    | Gold                                       | Silber                                       | Bronze                                    |
| ------------ | ------------------------------------------ | -------------------------------------------- | ----------------------------------------- |
| Herreneinzel | Matthew Smith                              | Broddi Kristjánsson                          | Árni Þór Hallgrímsson                     |
| Herreneinzel | Matthew Smith                              | Broddi Kristjánsson                          | Jon Petur Zimsen                          |
| Dameneinzel  | Lim Xiaoqing                               | Birna Petersen                               | Ása Pálsdóttir                            |
| Dameneinzel  | Lim Xiaoqing                               | Birna Petersen                               | Elsa Nielsen                              |
| Herrendoppel | Þorsteinn Páll Hængsson Ármann Þorvaldsson | Peter Knowles Matthew Smith                  | Jon Petur Zimsen Óli Björn Zimsen         |
| Herrendoppel | Þorsteinn Páll Hængsson Ármann Þorvaldsson | Peter Knowles Matthew Smith                  | Árni Þór Hallgrímsson Broddi Kristjánsson |
| Damendoppel  | Guðrún Júlíusdóttir Birna Petersen         | Kristín Magnúsdóttir Lim Xiaoqing            | Elsa Nielsen Ása Pálsdóttir               |
| Mixed        | Broddi Kristjánsson Lim Xiaoqing           | Þorsteinn Páll Hængsson Kristín Magnúsdóttir | Árni Þór Hallgrímsson Guðrún Júlíusdóttir |
| Mixed        | Broddi Kristjánsson Lim Xiaoqing           | Þorsteinn Páll Hængsson Kristín Magnúsdóttir | Guðmundur Adolfsson Birna Petersen        |

## Ergebnisse

### Herreneinzel
- Jon Petur Zimsen –  Peter Knowles: 1-15 / 17-15 / 15-10
- Guðmundur Adolfsson –  Þorsteinn Páll Hængsson: 15-7 / 18-14
- Oli Bjorn Zimsen –  Snorri Ingvarsson: w.o.
- Matthew A. Smith –  Njall Eysteinsson: 15-4 / 15-8
- Árni Þór Hallgrímsson –  Oli Bjorn Zimsen: 15-6 / 15-5
- Jon Petur Zimsen –  Armann Thorvaldsson: 15-12 / 15-3
- Broddi Kristjánsson –  Guðmundur Adolfsson: 15-7 / 10-15 / 18-13
- Matthew A. Smith –  Árni Þór Hallgrímsson: 15-4 / 5-15 / 15-2
- Broddi Kristjánsson –  Jon Petur Zimsen: 17-15 / 15-11
- Matthew A. Smith –  Broddi Kristjánsson: 15-10 / 10-15 / 15-13

### Dameneinzel
- Ása Pálsdóttir –  Guðrún Júlíusdóttir: 11-7 / 7-11 / 11-3
- Birna Petersen –  Anna Steinsen: 11-5 / 12-10
- Elsa Nielsen –  Áslaug Jónsdóttir: 11-6 / 11-6
- Lim Xiaoqing –  Ása Pálsdóttir: 11-1 / 11-0
- Birna Petersen –  Elsa Nielsen: 11-7 / 3-11 / 11-7
- Lim Xiaoqing –  Birna Petersen: 11-0 / 11-0

### Herrendoppel
- Þorsteinn Páll Hængsson /  Armann Thorvaldsson –  Guðmundur Adolfsson /  Njall Eysteinsson: 15-10 / 16-18 / 15-8
- Peter Knowles /  Matthew A. Smith –  Jon Petur Zimsen /  Oli Bjorn Zimsen: 15-5 / 15-3
- Þorsteinn Páll Hængsson /  Armann Thorvaldsson –  Árni Þór Hallgrímsson /  Broddi Kristjánsson: 15-10 / 15-1
- Þorsteinn Páll Hængsson /  Armann Thorvaldsson –  Peter Knowles /  Matthew A. Smith: 4-15 / 18-14 / 15-10

### Damendoppel
- Lim Xiaoqing /  Kristin Magnusdottir –  Elsa Nielsen /  Ása Pálsdóttir: 15-3 / 15-5
- Guðrún Júlíusdóttir /  Birna Petersen –  Lim Xiaoqing /  Kristin Magnusdottir: 15-2 / 15-12

### Mixed
- Broddi Kristjánsson /  Lim Xiaoqing –  Guðmundur Adolfsson /  Birna Petersen: 15-0 / 15-3
- Þorsteinn Páll Hængsson /  Kristin Magnusdottir –  Árni Þór Hallgrímsson /  Guðrún Júlíusdóttir: 15-9 / 18-15
- Broddi Kristjánsson /  Lim Xiaoqing –  Þorsteinn Páll Hængsson /  Kristin Magnusdottir: 8-15 / 18-16 / 15-3